# The Duchess of Buffalo
The Duchess of Buffalo è un film del 1926, diretto da Sidney Franklin.

## Trama
Vladimir Orloff, un tenente dei dragoni, ama, ricambiato, la ballerina americana Marian Duncan, che è in tournée in Russia. Come è d'usanza, Vladimir ceve chiedere al granduca Gregory Alexandrovich, dal quale dipende, il permesso di sposarla. Permesso che il granduca accorderebbe volentieri se non fosse egli stesso occupato a corteggiare la ballerina. Vladimir viene quindi messo agli arresti dal granduca, che ne approfitta per recarsi ad un incontro galante con Marion.
Messa alle strette, la ballerina non trova di meglio da fare che lasciare la capitale per condursi ad Orël. Vladimir, venutolo a sapere, evade, e, con lo spettro della fucilazione che incombe sui disertori, parte per raggiungerla. Lo stesso fa il granduca, e, poco dopo, anche la sua gelosa moglie, la granduchessa Olga Petrovna, che si fa riservare in segreto la suite imperiale del miglior albergo della cittadina. Il maître d'hotel, onoratissimo, non sa tuttavia mantenere il segreto, e per di più non ha mai visto la granduchessa, così quando alla stazione giunge Marion accompagnata da Vladimir, viene scambiata per Olga Petrovna, ed accolta addirittura dalle scariche a salve dei cannoni della guarnigione locale, pubblicità che è precisamente ciò che la coppia fuggitiva intendeva evitare. Ad un banchetto in onore della supposta granduchessa irrompe il granduca: egli sta al gioco, e si ritira con Marion nella camera di lei, dove si è nascosto Vladimir.
Si verifica allora una serie di qui pro quo, quando la granduchessa Olga fa il suo ingresso nella suite: il granduca non può allora che condividere il nascondiglio di Vladimir. Mentre la granduchessa è intenerita dalla storia d'amore di Marion e dell'ufficiale, il granduca, che è riuscito a svincolarsi e a salvare la faccia nei confronti della moglie, evita l'arresto a Vladimir e anzi fa condurre la coppia al cospetto del pope per il matrimonio.